# Canton de Saint-Tropez
Pour les articles homonymes, voir Tropez.
Le canton de Saint-Tropez est une division administrative française située dans le département du Var et la région Provence-Alpes-Côte d'Azur.

## Géographie
Ce canton est organisé autour de Saint-Tropez dans l'arrondissement de Draguignan. Son altitude varie de 0 m (Cavalaire-sur-Mer) à 529 m (La Môle) pour une altitude moyenne de 102 m.

## Histoire
De 1833 à 1848, les cantons de Grimaud et de Saint-Tropez avaient le même conseiller général. Le nombre de conseillers généraux était limité à 30 par département.

## Représentation

### Conseillers généraux de 1833 à 2015
| Période | Période          | Identité                                      | Étiquette          | Qualité |
| ------- | ---------------- | --------------------------------------------- | ------------------ | --- |
| 1833    | 1848             | voir Canton de Grimaud                        |                    | |
| 1848    | 1856             | François Victor Lieutaud                      |                    | Ancien juge de paix, juge au Tribunal de commerce de Saint-Tropez, ancien conseiller d'arrondissement                        |
| 1856    | 1858             | Vicomte puis Comte Henry Joseph Edgard Siméon |                    | Secrétaire d'ambassade à Berne (Suisse)                                                                                      |
| 1858    | 1863 (démission) | Charles Albert Vasserot                       |                    | Architecte des hospices civils et des établissements de bienfaisance de Paris Propriétaire à Saint-Tropez                    |
| 1863    | 1867             | Comte Louis Edouard de Bouet-Willaumez        |                    | Vice-amiral Sénateur (1865-1870)                                                                                             |
| 1867    | 1870             | Alban Martin de Roquebrune                    |                    | Propriétaire - Maire de Saint-Tropez                                                                                         |
| 1870    | 1871             | Louis Joseph Marie Berger                     |                    | Propriétaire à Gassin |
| 1871    | 1880             | Albert Germondy                               | Droite             | Président de chambre à la Cour d'appel d'Aix-en-Provence Propriétaire à Saint-Tropez                                         |
| 1880    | 1895 (déchu)     | Pierre-Joseph, dit Edmond Magnier             | Républicain        | Journaliste, directeur de L'Événement Sénateur (1891-1895) Président du Conseil général (1890-1892)                          |
| 1896    | 1910             | Clément Isidore Brun                          | Rad.               | Propriétaire à Saint-Tropez, conseiller d'arrondissement                                                                     |
| 1910    | 1919             | Edouard Reuter                                | SFIO               | Propriétaire à Saint-Tropez                                                                                                  |
| 1919    | 1928             | Géo Malleval (1877-1937)                      | PRS                | Avocat puis Juge d'instruction à Dakar puis à Aix-en-Provence                                                                |
| 1928    | 1940             | André Berthon                                 | SFIC puis PUP      | Avocat à la Cour d'Appel, à Paris Ancien député de Paris (1919-1932)                                                         |
|         |                  |                                               |                    | |
| 1943    | 1945             | Victor Dany                                   |                    | Militaire Maire de Ramatuelle Nommé conseiller départemental en 1943                                                         |
|         |                  |                                               |                    | |
| 1945    | 1949             | Benjamin Gaillard                             | SFIO               | Hôtelier Maire de Cavalaire (1936-1940 et 1945-1973), ancien conseiller d'arrondissement                                     |
| 1949    | 1961             | Louis Fabre                                   | DVG puis Centriste | Maire de Saint-Tropez (1947-1965)                                                                                            |
| 1961    | 1973             | Jean Lescudier                                | DVG puis DVD       | Maire de Saint-Tropez (1965-1971)                                                                                            |
| 1973    | 1985             | Albert Raphaël                                | PS                 | Maire de Ramatuelle (1971-2001)                                                                                              |
| 1985    | 1992             | Louis Foucher                                 | UDF                | Maire de Cavalaire-sur-Mer (1982-2008)                                                                                       |
| 1992    | 2001 (démission) | Jean-Michel Couve                             | RPR                | Cardiologue Maire de Saint-Tropez (1983-1989 et 1993-2008) Député (1986-2017) Vice-Président du Conseil Général              |
| 2001    | 2015             | Alain Spada                                   | DVD                | Adjoint au sous-directeur Études industrielles pour la gestion au sein de la D.C.N. Ancien maire de Saint-Tropez (1989-1993) |

### Conseillers d'arrondissement (de 1833 à 1940)
| Période                                  | Période      | Identité                                  | Étiquette           | Qualité |
| ---------------------------------------- | ------------ | ----------------------------------------- | ------------------- | --- |
| 1833                                     | 1839 (décès) | Augustin Meiffret (1779-1839)             |                     | Capitaine de vaisseau en retraite à Saint-Tropez                                                            |
| 1839                                     | 1839         | François-Victor Lieutaud                  |                     | Juge de paix à Saint-Tropez                                                                                 |
| 1840                                     | 1845         | Louis-Michel Tournel (1796-1876)          |                     | Propriétaire, juge au Tribunal de commerce de Saint-Tropez                                                  |
| 1845                                     | 1852         | Joseph-Hippolyte Maille                   |                     | Juge de paix à Grimaud                                                                                      |
| 1852                                     | 1870         | Jean-Baptiste-Augustin Maille (1811-1881) |                     | Avocat, notaire, juge de paix, maire de Saint-Tropez                                                        |
| 1871                                     | 1874         | Ferdinand Spiridon Franc                  |                     | Instituteur, notaire, propriétaire à Ramatuelle                                                             |
| 1874                                     | 1886         | Joseph-Vincent Mallet (1800-1892)         | Républicain         | Entrepreneur de travaux publics, juge au Tribunal de commerce, propriétaire à Saint-Tropez                  |
| 1886                                     | 1896         | Isidore Brun                              | Républicain radical | Propriétaire à Saint-Tropez                                                                                 |
| 1896                                     | 1901         | Jean-César Maria                          |                     | Propriétaire à Saint-Tropez                                                                                 |
| 1901                                     | 1907         | Joseph Bernard                            | Rad.                | Maire de Ramatuelle (1900-1912) puis de Saint-Tropez (1919-1929)                                            |
| 1907                                     | 1913         | Ferdinand Meyrier                         | Rad.                | Pharmacien à Saint-Tropez                                                                                   |
| 1913                                     | 1919         | Bertrand Robeuf                           | SFIO                | Fabricant de bouchons, maire de Gassin                                                                      |
| 1919                                     | 1925         | Auguste Tollon                            |                     | Fabricant de bouchons à Ramatuelle                                                                          |
| 1925                                     | 1928         | Louis Barbier (1871-1949)                 | SFIO puis Droite    | Ouvrier bouchonnier, conseiller municipal de Saint-Tropez                                                   |
| 1928                                     | 1937         | Louis Pantoustier (1873-1970)             | SFIO                | Douanier, conseiller municipal de Saint-Tropez                                                              |
| 1937                                     | 1940         | Benjamin Gaillard (1905-1973)             | SFIO                | Hôtelier, maire de Cavalaire (1936-1940)                                                                    |
| 1940                                     |              |                                           |                     | Les conseils d'arrondissement ont été suspendus par la loi du 12 octobre 1940 et n'ont jamais été réactivés |
| Les données manquantes sont à compléter. |              |                                           |                     | |

## Composition
Le canton de Saint-Tropez groupe 7 communes et compte 21 675 habitants (recensement de 2010 sans doubles comptes).
| Nom                      | Code Insee | Intercommunalité            | Superficie (km2) | Population (dernière pop. légale) | Densité (hab./km2) |
| ------------------------ | ---------- | --------------------------- | ---------------- | --------------------------------- | ------------------ |
| Saint-Tropez (chef-lieu) | 83119      | CC du golfe de Saint-Tropez | 11,18            | 4 353 (2014)                      | 389                |
| Cavalaire-sur-Mer        | 83036      | CC du golfe de Saint-Tropez | 16,74            | 7 166 (2014)                      | 428                |
| La Croix-Valmer          | 83048      | CC du golfe de Saint-Tropez | 22,28            | 3 711 (2014)                      | 167                |
| Gassin                   | 83065      | CC du golfe de Saint-Tropez | 24,74            | 2 658 (2014)                      | 107                |
| La Môle                  | 83079      | CC du golfe de Saint-Tropez | 45,28            | 1 375 (2014)                      | 30                 |
| Ramatuelle               | 83101      | CC du golfe de Saint-Tropez | 35,57            | 2 111 (2014)                      | 59                 |
| Rayol-Canadel-sur-Mer    | 83152      | CC du golfe de Saint-Tropez | 6,83             | 719 (2014)                        | 105                |

## Démographie
| 1962   | 1968   | 1975   | 1982   | 1990   | 1999   | 2006   | 2009 |
| ------ | ------ | ------ | ------ | ------ | ------ | ------ | ---- |
| 10 662 | 12 885 | 13 752 | 17 180 | 18 630 | 19 753 | 21 762 | -    |